# Анимационен филм
Анимационен филм (наричан още мултипликационен или трикфилм) е филм, чиито кадри представляват снимки на нарисуван фон, върху който се наслагва прозрачна плака с героите, които се задвижват чрез анимиране. Художникът-аниматор рисува основните пози на героя, а фазовчикът рисува фазите на движението. Колористът попълва цветовете. След заснемане на плаките от оператор и прожектиране на лентата върху екран се създава илюзията, че рисунката се движи.
Анимационният филм може да бъде рисуван, куклен, изрезков или компютърен.
Основоположник на анимационното кино в света е американският художник Уолт Дисни, създател на легендарния герой Мики Маус и на първия пълнометражен анимационен филм „Снежанка и седемте джуджета“ през 1937 година. През 1950 година в Европа чешкият режисьор Едуард Хофман (Eduard Hoffman) създава филма „Сътворението на света“ (La Creation du Monde) по оригинални рисунки на френския художник и карикатурист Жан Ефел (Jean Effel). Основоположник на българската анимационна школа е Тодор Динов – 1952 г. На огромна популярност в България се радваше анимационният сериал Ну, погоди!, режисиран от Вячеслав Котьоночкин (СССР).
В наши дни все по-често се използват компютри за оцветяване на героите, наслагване на подвижните герои върху фона и монтаж на филма. Анимационни са и филмите, които се рисуват с компютърна графика.
Според съвременните анимационни сериали обичайната бройка на сериите е 13, като една серия трае средно 20 минути. В една серия може да бъдат събрани два делими епизода (а може и три).